# Капп, Юлиус
Юлиус Капп (нем. Julius Kapp; 1 октября 1883, Штайнбах, ныне в составе Баден-Бадена, Германия — 18 марта 1962, Зонтхофен, Швабия, Бавария, ФРГ) — немецкий музыковед, редактор, драматург.

## Биография
Окончил гимназию во Франкфурте-на-Майне, изучал музыковедение и естествознание в Марбурге, Берлине и Мюнхене, в 1906 году защитил докторскую диссертацию. В 1904 году основал в Марбурге газету «Литературный вестник» (нем. Literarischer Anzeiger) и редактировал её до 1907 года. Затем посвятил себя преимущественно сочинению биографических книг о композиторах для массового читателя, начав с книги «Рихард Вагнер и Франц Лист. История дружбы» (нем. Richard Wagner und Franz Liszt. Eine Freundschaft; 1908). За нею последовали биография Листа (1909 — самая популярная, множество переизданий), Вагнера (1910), Николо Паганини (1913), Гектора Берлиоза (1917), Джакомо Мейербера (1920), Франца Шрекера (1921) и Карла Марии Вебера (1922), а также «Рихард Вагнер и женщины. Эротическая биография» (нем. Richard Wagner und die Frauen. Eine erotische Biographie; 1912). Кроме того, Капп опубликовал книгу о драматурге Франке Ведекинде (1909). В 1914 г. выступил (совместно с Э. Кастнером) редактором-составителем собрания статей и писем Рихарда Вагнера.
С 1920 года на протяжении более чем трёх десятилетий карьера Каппа была связана с берлинской оперной сценой. Заняв место штатного драматурга Берлинской государственной оперы, он стал первым главным редактором издававшейся ею газеты Blätter der Staatsoper, опубликовал книги «Современная опера» (нем. Die Oper der Gegenwart; 1922), «Книга оперы. История оперы и музыкально-драматический путеводитель по оперному репертуару» (нем. Das Opernbuch. Eine Geschichte der Oper und ein musikalisch-dramatischer Führer durch die Repertoireopern; 1923) и наконец собственно «Историю Берлинской государственной оперы» (нем. Geschichte der Staatsoper Berlin), изданную в 1937 году с предисловием Германа Геринга. Состоял в НСДАП с 1933 года. Вплоть до 1941 года публиковался как музыкальный критик в газете Signale für die musikalische Welt.
По окончании Второй мировой войны вновь занимал должность штатного драматурга в западноберлинской Немецкой опере. Опубликовал книгу «Из царства оперы: взгляд за кулисы» (нем. Aus dem Reiche der Oper : ein Blick hinter die Kulissen; 1949).